# Standard Build Unit
Standard Build Unit (SBU) – termin używany w podręczniku Linux From Scratch, oznaczający ilość czasu wymaganą, aby zbudować pakiet GNU binutils na konkretnej maszynie. Został on stworzony w celu podania przybliżonego czasu kompilowania pakietu.
Przykładowo, jeżeli na jakimś komputerze paczka binutils kompiluje się przez 10 minut, a następna potrzebuje 0.5 jednostek SBU, jej kompilacja zajmie w tych samych warunkach na tym samym komputerze 5 minut.
Pakiet binutils jest większy niż większość pakietów zwykle dostępnych w dystrybucji Linuksowej. Z tego powodu większość czasów kompilacji podawana jest w ułamkach SBU. Najbardziej znanymi wyjątkami jest kernel Linuksa, gcc oraz KDE.
Uwaga: mimo że nazwa terminu zawiera słowa „standardowy” oraz „jednostka”, jest to jedynie wartość przybliżona. Prawdziwy czas kompilacji zależy od obciążenia maszyny (na przykład przez inne procesy), ilość procesorów (np. SMP) itd.